# 網路上的芳鄰
網路上的芳鄰，英文版視窗則稱為My Network Places或Network Neighborhood，是微軟視窗作業系統中的一個系統資料夾，整合在檔案總管中，用來作為網絡瀏覽器使用。這裡的網絡瀏覽器所指的是能瀏覽區域網絡上的電腦的瀏覽器，而非網頁瀏覽器。
它自Windows 95開始被引入。值得注意的是，中文版視窗系統裡一直稱之為網路上的芳鄰，對應英文版Windows 98以前的Network Neighborhood（網絡的鄰居）；但由Windows 2000開始，它在英文版就被稱為My Network Places（我的網絡位置）；Windows Vista以後，它在英文版視窗裡稱為Network，而在中文版中，则叫做网络。

## 網路上的芳鄰裡的內容
打開網路上的芳鄰，可以在視窗裡看到區域網絡上同一個群組的所有電腦。另外如果網絡上安裝任何隨插即用裝置，相應的圖示將會出現在網路上的芳鄰中，使用者可以打開圖示來存取裝置或對裝置進行設定。另外，使用者先前瀏覽過的任何FTP伺服器、網絡資料夾等等也會記錄在裡面，方便再次瀏覽。
網絡資料夾和FTP伺服器捷徑存放在使用者檔案的NetHood資料夾中，位置一般在Documents and Settings\[user name]\NetHood。

## 電腦列表的更新
當網絡群組裡的電腦數量少於32台，那麼網路上的芳鄰裡的電腦列表会由该网络中的「主浏览器」决定。通常，网络中性能最好的電腦会被指派为主浏览器。
有時數台電腦的效能相近，可能导致这些電腦都被指派为主瀏覽器，這時很容易出現錯誤，例如網絡上某台電腦被標記為斷線狀態等。為了避免這個問題，管理員可以停用某台電腦的Computer Browser服務來避免此台電腦被選為主瀏覽器。
當網絡群組裡的電腦數量多於32台，則只有瀏覽某台電腦裡的分享資料夾或列印機時，該台電腦才會記入網路上的芳鄰中。